# Salvador Aguilella Ramos
Salvador Aguilella Ramos (Onda, 10 d'octubre de 1968) és un polític valencià que fou alcalde d'Onda i en l'actualitat és diputat a les Corts Valencianes per la circumscripció de Castelló.

## Biografia
Llicenciat en Ciències Econòmiques i Empresarials per la Universitat de València, és funcionari de la Generalitat Valenciana des de l'any 1989 i regidor en l'Ajuntament d'Onda pel Partit Popular des de l'any 2003. Cap de llista a l'alcaldia de la seua localitat natal el 2007, no va ser fins al 2011 quan va guanyar amb majoria absoluta les eleccions i fou escollit batlle.
L'any 2015 es presentà a la reelecció i reedità la victòria, però la pèrdua de la majoria absoluta i l'acord d'investidura pactat entre el Partit Socialista del País Valencià, Compromís, Onda Sí Se Puede i Esquerra Unida del País Valencià feren nou alcalde a Ximo Huguet Lecha (PSPV).
Arran d'aquestes eleccions fou designat diputat provincial pel partit judicial de Nules. Va gestionar l'àrea de Promoció Econòmica, Recaptació i Hisenda de la Diputació de Castelló.